# Zadovoljni Kranjec
Zadovoljni Kranjec je pesem Valentina Vodnika, ki je prvič izšla 1781. v Pisanicah.

## Izvor
Pesem je Vodnik najprej objavil v Pisanicah leta 1781 in podpisal s črko V*, predelano pa tudi v Veliki pratiki za leto 1797 in naposled še v Pesmah za pokušino leta 1806. Še trinajst let po prvi objavi se je je spomnil Zois in Vodnika spodbudil, da je se po dolgem premoru spet lotil pesništva. V pismu z dne 4. aprila 1794 namreč piše: »Pokojni Damascen (op. Dev) mi je rekel, da je Zadovoljni Kranjec Vaše prvo delo, in res je V* na koncu te pesmi. Nanjo opiram svoje upanje. V tem poskusu sem našel več naravnega in več daru kakor v Damascenovih in Markovih (op. Pohlinovih) spisih, tudi gibčnejši jezik, srečnejšo mero in pametnejše besedovanje – skratka bil sem in sem po 13 letih s to poskušnjo že zdaj enako zadovoljen; torej imam tem več upanja, biti Vam porok, ker sem za to zdavnaj že dovolj star.« Vodnik je z Zadovoljnim Krajncem ustvaril nekaj tako izvirnega, da spada med njegove najboljše pesmi.

## Razlaga
To je stanovska pesem v obliki vložnice – položena je v usta kranjskega kmeta, ki v prvi kitici opeva lego kranjske dežele, nato delo na polju, oblačila, prehrano, zabavo, nazadnje pa še sposobnost človeka za najrazličnejše poklice. Vse to je izraženo s stališča spokojnega zadovoljstva s samim sabo in svetom okoli sebe, samozavestjo, veseljem do življenja in dela brez večjih socialnih, političnih ali duhovnih problemov.

## Oblika
Temu ljudskemu tonu ustreza tudi verz alpske poskočnice (pesnik se je poslužil trizložnih stopic, kar je prispevalo k daljšemu poskočnemu verzu, ki ga je bilo možno zapisati tudi v obliki dveh kratkih verzov).